# 701-es busz (2018–2019)
A 701-es jelzésű elővárosi autóbusz Budapest, Budatétény vasútállomás (Campona) és Érd, autóbusz-állomás között közlekedett. A járatot a Volánbusz üzemeltette.

## Története
2018. február 26-án indult a Budapest–Pécs-vasútvonal Kelenföld és Érd felső közötti pályafelújítási munkálatainak idejére.

## Útvonala
| Érd, autóbusz-állomás felé | Budatétény vasútállomás (Campona) felé |
| --- | --- |
| Budatétény vasútállomás (Campona) vá. – Nagytétényi út – felüljáró – Bányalég utca – felüljáró – Érd, Budafoki út – Balatoni út – Diósdi út – Budai út – Érd, autóbusz-állomás vá. | Érd, autóbusz-állomás vá. – Budai út – Diósdi út – Balatoni út – Budafoki út – felüljáró – Budapest, Bányalég utca – felüljáró – Nagytétényi út – Budatétény vasútállomás (Campona) vá. |

## Megállóhelyei
Az átszállási kapcsolatok között a Budapest, Budatétényi sorompó és Érd között azonos útvonalon közlekedő 702-es busz nincs feltüntetve.
| 0                                 | Budapest, Budatétény vasútállomás (Campona) végállomás | 34 | 13, 13A, 101E, 113, 138, 150, 287 700, 758 |
| 1                                 | Budapest, Budatétényi sorompó                          | 33 | 13, 13A, 33, 101B, 101E, 113, 113A, 114, 133E, 213, 214, 287 699, 700, 758                                                                                                |
| 2                                 | Budapest, Dózsa György út                              | 32 | 33, 133E 699, 700 |
| 3                                 | Budapest, Tenkes utca                                  | 31 | 33, 133E 699, 700 |
| 4                                 | Budapest, Bartók Béla út                               | 30 | 33, 133E 699, 700 |
| 5                                 | Budapest, Petőfi Sándor utca                           | 29 | 33, 133E 699, 700 S30 , S34 , S35 , S36 , S40 , G43 |
| 6                                 | Budapest, Angeli utca / Nagytétényi út                 | 28 | 33, 113, 113A, 133E 699, 700 |
| 7                                 | Budapest, Nagytétény, Erdélyi utca                     | 27 | 33, 133E 699, 700 |
| 9                                 | Budapest, Bányalég utca                                | 25 | 33 700 |
| 10                                | Budapest, Nagytétény, ipartelep                        | 24 | 33 700 |
| 12                                | Budapest, Tétényi út (Érd, Tétényi út)                 | 22 | 699, 700 |
| Budapest–Érd közigazgatási határa |                                                        |    | |
| 14                                | Érd, Sulák-Árok                                        | 20 | 699, 700, 703 |
| 15                                | Érd, Állami Gazdaság                                   | 19 | 699, 700, 703 |
| 18                                | Érd, Sárvíz utca                                       | 16 | 703, 710, 712, 720, 722 |
| 23                                | Érd, Attila utca                                       | 6  | 703, 731, 735, 736, 756 |
| 24                                | Érd, Széchenyi tér                                     | 5  | 703, 731, 734, 735, 736, 741, 744, 745, 755, 756 |
| 27                                | Érd, Kálvin tér                                        | 2  | 703, 710, 712, 715, 722, 731, 734, 735, 736, 741, 742, 744, 745, 746, 755, 756 S30 , Z30 , S34 , S35 , S36 , S40 , S42                                                    |
| 29                                | Érd, autóbusz-állomás végállomás                       | 0  | 699, 700, 703, 705, 710, 712, 715, 720, 722, 731, 734, 735, 736, 741, 742, 744, 745, 746, 755, 756 1120, 1134 S40 , S42 Érd alsó: S30 , Z30 , S34 , S35 , S36 , S40 , S42 |